# Джерард Койпер
Джерард Петер Койпер (нід. Gerrit Pieter Kuiper, МФА: [ˈkœypər], англ. Gerard Peter Kuiper, МФА: [ˈkaɪpər]); 7 грудня 1905 — 23 грудня 1973) — нідерландський і американський астроном, член Національної АН США (1950), член Нідерландської королівської АН. Відкрив супутники Урана — Міранду (1948), Нептуна — Нереїду (1949), вуглекислий газ в атмосфері Марса, атмосферу супутника Сатурна Титана.

## Життєпис
Народився в Гаренкарспелі (Нідерланди). У 1927 році закінчив Лейденський університет. До 1933 року працював там же під керівництвом Е. Герцшпрунга. З 1933 року жив у США. Працював у Лікській обсерваторії (1933—1935), Гарвардському (1935—1936), Чиказькому (1936—1960, з 1943 року — професор) університетах. Упродовж 1947—1949 і 1957—1960 років — директор обсерваторій Єркської і Мак-Доналд. У 1960 році організував у Аризонському університеті місячно-планетну лабораторію, яку очолював до 1973 року.
Основні наукові роботи відносяться до фізики зір, планет і їхніх супутників. Перші роботи присвячені дослідженню подвійних зір — візуальних, спектральних і затемнених. Відкрив багато подвійних зір, а також білих карликів, тому що прийшов до висновку, що не менше половини найближчих до Сонця зір — подвійні або кратні системи. За вимірами подвійних зір уточнив співвідношення маса-світність для зір головної послідовності. У 1937 році опублікував першу діаграму спектр-світність для галактичних зоряних скупчень, на якій теоретичні розрахунки зоряної еволюції, виконані Бенгтом Стремгреном, порівнювалися з результатами спостережень; подібні діаграми згодом зіграли велику роль у вивченні еволюційних шляхів зір.
Починаючи з 1940-х років Койпер переважно займався вивченням планет. Першим виявив спектроскопічні вуглекислий газ в атмосфері Марса, що є за сучасними уявленнями основним її компонентом. Відкрив атмосферу на Титані, крижані частки в кільцях Сатурна. Визначив вміст водяної пари та ізотопний вміст вуглекислого газу в атмосфері Венери. Виявив варіації вмісту вуглекислого газу в надхмарному шарі атмосфери Венери. У 1948 році відкрив п'ятий супутник Урана — Міранду, в 1949 — другий супутник Нептуна — Нереїду. Висловив виправдане згодом припущення про базальтовий склад поверхні місячних морів, про природу Східного Моря Місяця і про наявність вулканічних порід на Марсі.
У 1950-х роках розвивав протопланетну космогонічну гіпотезу, що виходить з уявлення, що подвійні зорі та зорі з планетними системами утворюються в результаті аналогічних процесів зі слаботурбулентних дозоряних хмар, які стискаються зі збереженням кутового моменту. Був організатором найповнішого фотографічного огляду астероїдів (1949—1956). У зв'язку з початком дослідження Місяця за допомогою космічних апаратів провів численні візуальні і фотографічні спостереження його поверхні на 82-дюймовому телескопі. Керував програмою фотографування Місяця з космічних апаратів серії «Рейнджер», брав участь у роботах за програмами «Сервеєр», «Орбітер», «Аполлон». Керував створенням чотирьох атласів Місяця, складених у результаті виконання цих програм, у тому числі першого ректифікованого місячного атласу. Дав опис структури різних об'єктів на поверхні Місяця. У місячно-планетної лабораторії Аризонського університету виконав також низку спектральних досліджень зір, зокрема виявив водяні пари в атмосферах холодних зір, склав атлас інфрачервоного сонячного спектра. Організував видання і був редактором двох серій колективних монографій — «Сонячна система» (т. 1—4, 1953—1961) та «Зорі та зоряні системи» (т. 1—9, видання розпочато в 1960).

## Відзнаки та пам'ять
Премія ім. П. Ж. С. Жансен Французького астрономічного товариства (1951) і медаль ім. Д. Ріттенгауза Національної АН США.
Передбачив наявність поясу з комет навколо Сонячної системи, існування якого було доведене через 20 років після смерті Койпера, а сам пояс був названий на його честь. Також на честь Койпера названі астероїд (1776 Койпер) і кратери на Місяці, Марсі і Меркурії.
Щорічно Відділ планетарних наук Американського астрономічного товариства вручає премію Койпера за значні досягнення в планетології.